# Futon
Futon (布団 bogst. stoflegeme) er det japanske ord for dyne og betyder i udvidet forstand også køjeplads eller sovested.

## Betydning i Japan
I Japan består en futon af liggeunderlaget shiki-buton (敷布団 udlægge-futon) og dynen kake-buton (掛布団).
Shikibuton placeres direkte på det af tatami-måtter sammensatte gulv og består af et bomuldshylster eller et silkehylster, der er fyldt med bomuld. Den er ca. 10 cm høj, 1 m bred og 1,80 m lang. Kakebuton, også kaldet yogi er lavet af lignende materialer og er firkantet, men kan også have form som en kimono med ærmer og krave. Om dagen bliver denne form for futon foldet sammen og gemt af vejen i et skab.
Hovedpuder kaldes for makura (枕). Fra midten af Edo-perioden til ind i Meiji-perioden benyttedes først og fremmest to typer, en enkelt pølle, kukuri-makura, og et separat stativ, hako-makura (箱枕), der var forsynet med en lille pølle og tjente til at beskytte frisuren. Foden af stativet indeholdt hårsmykker. Til tider kunne en hako-makura være lang nok for to personer. Til brug om sommeren fandtes der puder af rotting og keramik. Puder, der parfumerede håret, mens man sov, hed kou-makura.
Ved siden af sovestedet findes desuden puder til at sidde på, zabuton (座布団 sidde-futon).

## Betydning i vesten
Den vestlige betydning af futon er en udvikling af det japanske begreb. Det bruges ofte om kombinationen af en lav seng og den derpå liggende madras, den egentlige futon. Ved at sænke sengen og frigive siderne kom man frem til ideen med at sove nærmest muligt gulvet men uden at opgive det vestlige koncept med seng = sengestativ + madras.
Mens den tynde japanske futon udelukkende er fyldt med bomuld og derfor kræver meget pleje, så er det vestlige modstykke typisk en almindelig om end tynd madras, der kan foldes sammen med sengestativet og bruges som divan. En sådan madras kan desuden være tilsat svedtransporterende, varmende indlæg af hestehår, ren uld, kokosfiber og latex, der både øger blødheden og formindsker behovet for pleje. Stativet til futonen består af metal, bøgetræ eller fyrretræ.